# Ennearthron spenceri
Ennearthron spenceri är en skalbaggsart som först beskrevs av Hatch 1962.  Ennearthron spenceri ingår i släktet Ennearthron och familjen trädsvampborrare. Inga underarter finns listade i Catalogue of Life.